# Schi fond

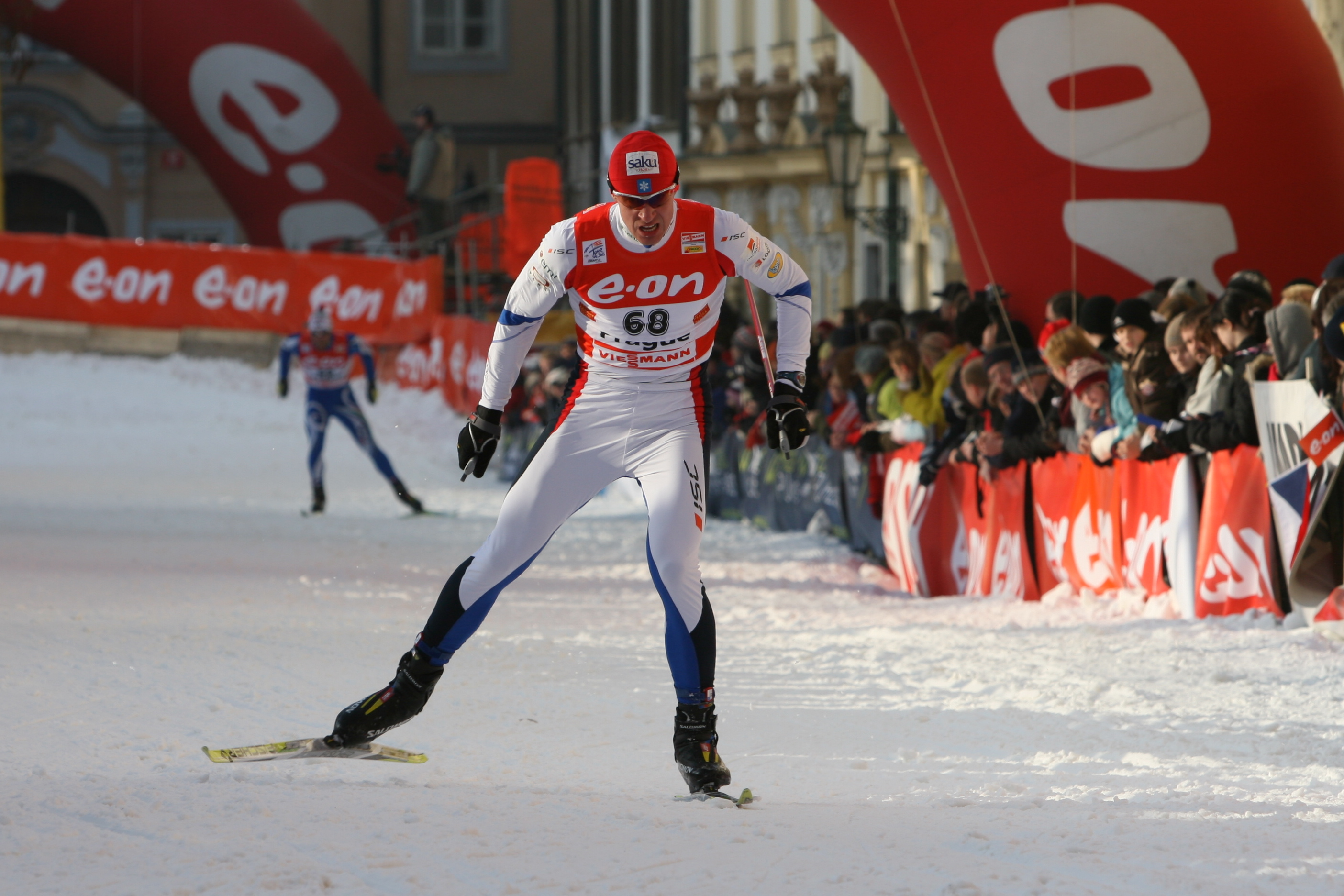
Priit Narusk în calificările la Tour de Ski în Praga.

Schiul fond este un sport de iarnă practicat cu schiuri cu legături cu călcâi mobil.
Acesta este popular în țările cu suprafețe întinse pe care să se găsească zăpadă, în principal în Europa de Nord și Canada.

## Istorie

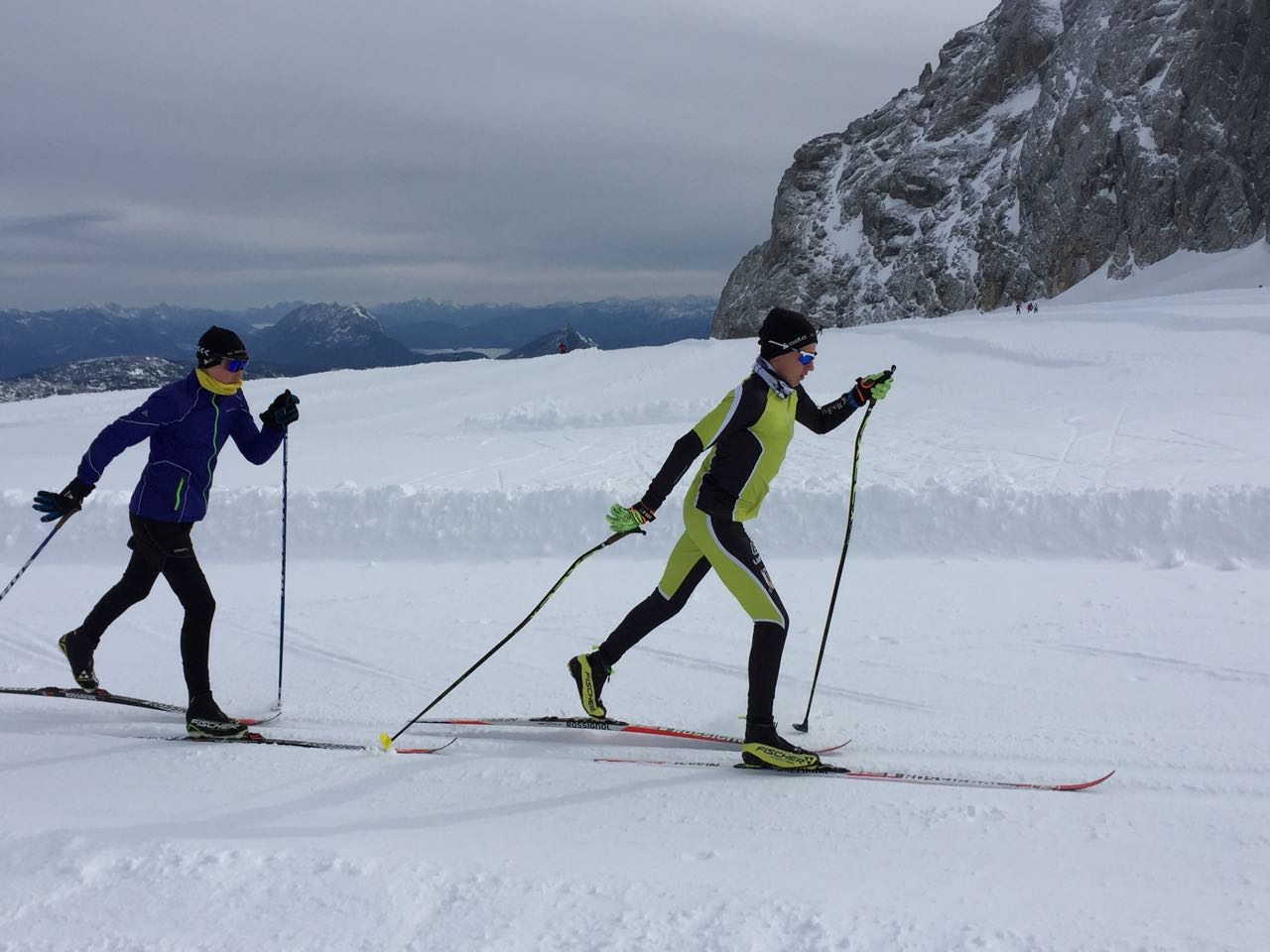
Stilul clasic

Schiul fond are o istorie seculară, care a început în momentul în care omul a înțeles că prin atașarea unor bucăți de lemn în partea de jos a picioarelor poate determina o deplasare mai rapidă și mai sigură pe zapadă. Armatele au început să utilizeze schiurile multe secole mai târziu. Astfel, în 1564, armata suedeză echipată cu schiuri a cucerit orașul Dronthein, sosind înaintea norvegienilor care mergeau pe jos.
Prima competiție poate fi considerată cea organizată la Tromsø în 1843, în timp ce în Finlanda primele întreceri datează din 1865. Nouăsprezece ani mai târziu, în nordul Suediei, Lars Tuorda a câștigat o probă de 220 km cu timpul de 22h și 22 min, aceasta fiind prima cronometrare oficială a schiului fond.
Prima ediție a Jocurilor Nordice s-a organizat în 1893, schiul fond și săriturile cu schiurile fiind singurele întreceri de la Holmenkollen.
În 1924, la Chamonix, norvegianul Haug a câștigat aurul în probele de 18 km, 50 km și la combinată. În 1937 au aparut și primele Campionate Mondiale de schi fond.

## Regulament

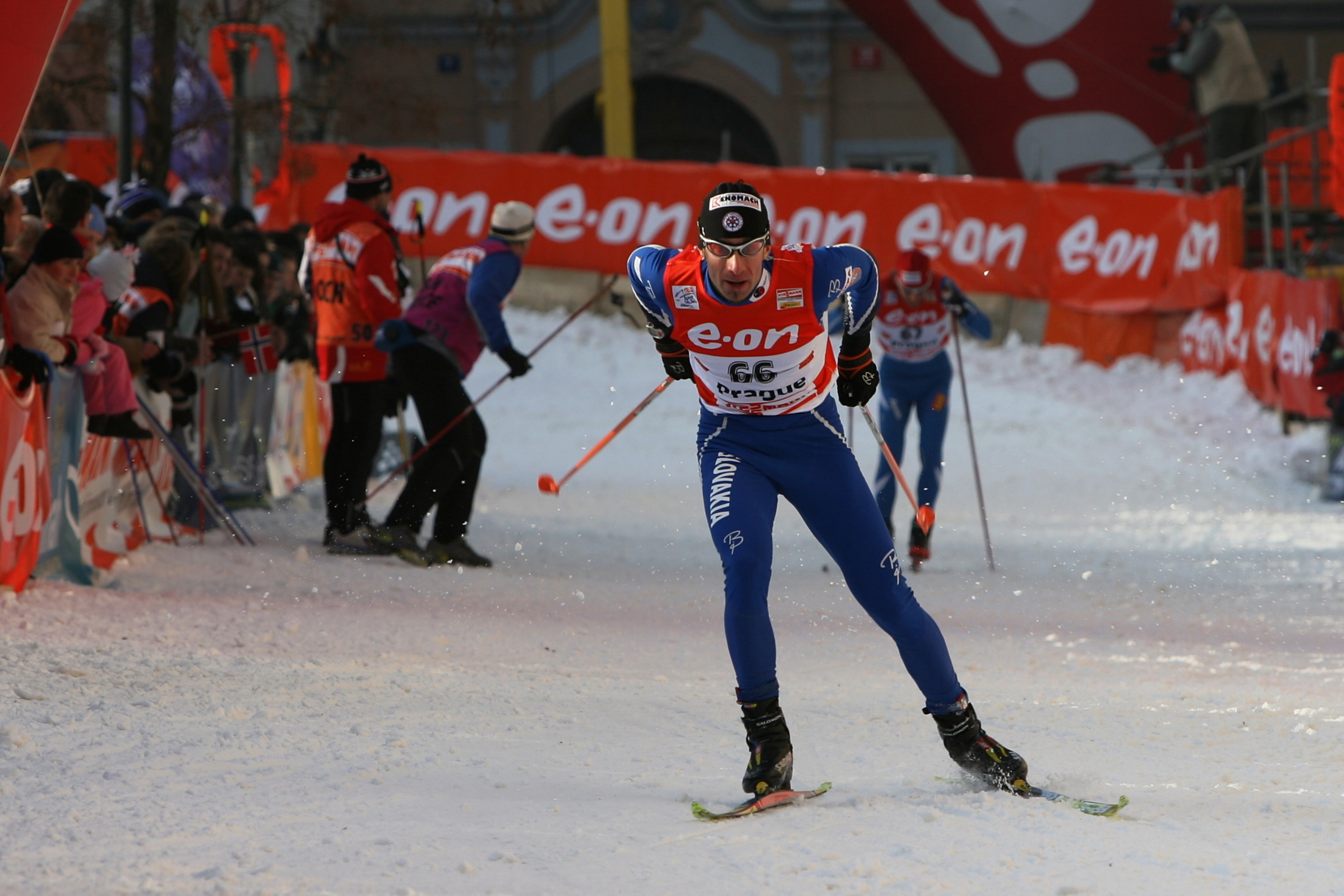
Stilul liber

Probele olimpice al schiului fond presupun 5 distanțe de parcurs, diferite la masculin față de cele de la feminin, și două tehnici de alunecare pe zăpadă: clasic și liber.
Originea disciplinei se găsește în teritoriile scandinave, unde acest tip de deplasare constituia o modalitate de transport prin teritoriile înzăpezite.
Așadar, sunt 2 stiluri diferite de schiere: stilul clasic și stilul liber.
Stilul clasic este cel tradițional, schiurile fiind ținute paralel, fără să devieze de pe cele 2 trasee prestabilite.
În schimb, stilul liber lasă schiorilor posibilitatea de a-și alege mișcările și tipul deplasării.
Schiul fond este disciplina cu cel mai mare număr de probe din programul olimpic. Astfel, la masculin și feminin, sunt 12 competiții.

## Distanța
La concursurile oficiale, distanța variază de la 800 m până la 70 km. În acest caz, o distanță poate consta din mai multe cercuri.
| Formatul cursei               | Distanță (km)             |
| ----------------------------- | ------------------------- |
| Competiții cu început separat | 3, 5, 7,5, 10, 15, 30, 50 |
| Competiții de start în masă   | 10, 15, 30, 50, 70        |
| Curse de urmărire             | 5, 7,5, 10, 15            |
| Ștafetă (lungimea unei etape) | 2.5, 5, 7,5, 10           |
| Sprint individual (bărbați)   | 1÷1.4                     |
| Sprint individual (femei)     | 0.8÷1.2                   |
| Echipa Sprint (Bărbați)       | 2×(3÷6) 1÷1.6             |
| Echipa Sprint (femeie)        | 2×(3÷6) 0.8÷1.4           |

Când se folosește sincronizarea manuală, timpul de finalizare este fixat în momentul în care piciorul atletului, care este în față, traversează linia de sosire. Când se utilizează un sistem electronic de sincronizare, timpul este fixat când se întrerupe contactul. Punctul de măsurare a luminii sau a barierei foto trebuie amplasat la o înălțime de 25 cm deasupra suprafeței zăpezii.